# ليستير كاتلر
ليستير كاتلر (بالإنجليزية: Lester Cutler)‏ هو راكب الكنو أمريكي، ولد في 21 سبتمبر 1940.

## وصلات خارجية
- ليستير كاتلر على موقع أوليمبيديا (الإنجليزية)